# Coeneo
Coeneo è una municipalità dello stato di Michoacán, nel Messico centrale, il cui capoluogo è la località di Coeneo de la Libertad.
La municipalità conta 20.492 abitanti (2010) e ha un'estensione di 393,56 km².
Il significato del nome della località in lingua nahuatl è luogo degli uccelli.